# Châteauvieux (Var)
Châteauvieux település Franciaországban, Var megyében. Lakosainak száma 73 fő (2022. január 1.). Châteauvieux Castellane, La Garde, Peyroules, Séranon, Brenon és La Martre községekkel határos.

## Népesség
A település népességének változása:
| Lakosok száma | 81   | 85   | 87   | 83   | 81   | 79   | 77   | 75   | 73   |
|               | 2013 | 2015 | 2016 | 2017 | 2018 | 2019 | 2020 | 2021 | 2022 |